# Provinciale weg 223
De provinciale weg 223 (N223) is een provinciale weg in de provincie Zuid-Holland. De weg vormt een verbinding tussen de bebouwde kom van Hoek van Holland en die van Den Hoorn. Bij Knooppunt Westerlee geeft de weg aansluiting op de A20 richting Rotterdam. Daarnaast heeft de weg ten oosten van Den Hoorn een aansluiting op de A4 richting Rotterdam en Den Haag.
De weg is uitgevoerd als tweestrooks-gebiedsontsluitingsweg met een maximumsnelheid van 80 km/h. In de gemeente Rotterdam draagt de weg de straatnaam Hoeksebaan. In de gemeente Westland heet de weg Twee Pleinenweg, Burgemeester van Doornlaan, Burgemeester Crezeelaan en Burgemeester van der Goeslaan. In de gemeente Midden-Delfland heet de weg Woudseweg.

## Reconstructie
De weg bestaat uit lange rechte stukken met slechts enkele bochten. Daarnaast maken snel en langzaam (vaak agrarisch) verkeer gebruik van dezelfde rijbaan, wat inhaalacties tot gevolg heeft. Aan de soms fatale afloop van dit soort acties heeft de weg haar regionale bekendheid als dodenweg te wijten.
Om dit soort ongelukken zo veel mogelijk tot het verleden te laten behoren wordt de weg momenteel heringericht. De gehele weg is in een tweetal fasen van parallelwegen voorzien op de plaats waar zich voorheen enkel fietspaden bevonden. Langzaam verkeer zoals (brom)fietsers en landbouwverkeer dient gebruik te maken van de parallelwegen zodat het gescheiden is van het snelverkeer. In het voorjaar van 2014 is er ter hoogte van de M.A. de Ruyterstraat in De Lier een turborotonde aangelegd.